# Nyctemera specularis
Nyctemera specularis là một loài bướm đêm thuộc phân họ Arctiinae, họ Erebidae.